# Fibroferrite
La fibroferrite è un minerale ed è un solfato basico idrato di ferro trivalente.
Il nome deriva dal latino fibra = fibra, filo e ferrum = ferro, per la forma caratteristica degli aggregati fibroso-raggiati.
Descritta per la prima volta da Heinrich Rose (1795-1864) mineralogista tedesco, nel 1833

## Abito cristallino
I cristalli sono aciculari, simili ad aghi molto piccoli

## Origine e giacitura
L'origine di questo minerale è secondaria e si trova nei giacimenti di pirite. La paragenesi è con melanterite, alotrichite, alunogeno, botriogeno e copiapite.

## Forma in cui si presenta in natura
Si presenta in stupendi aggregati fibroso-raggiati, in aggregati massivi di consistenza porosa o in aggregati botrioidali. Raramente in cristalli isolati o in incrostazioni.

## Caratteri fisico-chimici
Facilmente solubile in acqua e decomponibile all'aria. Se ne consiglia la conservazione in contenitori stagni.

## Località di ritrovamento
A Quetena e Chuquicamata, nel Cile; incrostazioni di fibroferrite di 3 metri sono state trovate nella miniera di Sant'Elena, in Argentina; a Island Mountain, in California; a Pallières, in Francia; a Valachov, nella Repubblica Ceca ed a Skauriotissa, nell'isola di Cipro.
In Italia si trova nelle Cetine di Cotorniano,nel comune di Chiusdino, in provincia di Siena e anche nelle miniere di Rio Marina e a Capo d'Arco, nel comune di Porto Azzurro, sull'isola d'Elba.